# Acizzia halperini
Acizzia halperini är en insektsart som beskrevs av Burckhardt och Mifsud 1998. Acizzia halperini ingår i släktet Acizzia och familjen rundbladloppor. Inga underarter finns listade i Catalogue of Life.